# کمیته اعمال حقوق تخطی‌ناپذیر مردم فلسطین
کمیته اعمال حقوق تخطی ناپذیر مردم فلسطین در سال ۱۹۷۵ توسط قطعنامه ۳۳۷۶ مجمع عمومی سازمان ملل متحد تشکیل شد. این کمیته در اولین سال پس از تأسیس از شورای امنیت خواست اقدام برای یک راه حل منصفانه -یک برنامهٔ دو مرحله‌ای برای بازگشت فلسطینیان به خانه‌ها و املاک شان، یک جدول زمانی برای عقب نشینی نیروهای اسرائیلی از مناطق اشغال شده تا ۱ ژوئن ۱۹۷۷، و در صورت نیاز با در نظر گرفتن نیروهای موقت صلحبان برای تسهیل فرایند- را به پیش ببرد. این کمیته بر «یک برنامه برای قادرساختن مردم فلسطینی برای اعمال حق تخطی ناپذیر تعیین سرنوشت بدون مداخلهٔ خارجی، استقلال ملی و اقتدار ملی؛ و بازگشت به خانه و املاک شان» نظارت می‌کنند. این کمیته به مجمع عمومی هر ساله گزارش می‌دهد.
ایجاد کمیته اعمال حقوق تخطی ناپذیر مردم فلسطین اقدام مهمی در جهت احقاق حقوق فلسطینیان برای بازگشت به سرزمین خود بود. در اصل سیزدهم اعلامیه جهانی حقوق بشر بیان شده که «هر انسانی سزاوار و محق به داشتن آزادی جابه جایی [حرکت از نقطه‌ای به نقطه‌ای دیگر] و اقامت در [در هر نقطه‌ای] درون مرزهای مملکت است. ۲. هر انسانی محق به ترک هر کشوری، از جمله کشور خود، و بازگشت به کشور خویش است.» از ۱۹۵۳، تا ۱۹۷۳ مسئله فلسطین بیشتر به عنوان یک مشکل پناهندگان تلقی می‌شد تا این تغییر در گفتمان حقوقی خق تخطی ناپذیر بازگشت را تحت اصل سیزدهم یک حق جهانشمول انسانی در نظر گرفت.